# Pentaschistis holciformis
Pentaschistis holciformis là một loài thực vật có hoa trong họ Hòa thảo. Loài này được (Nees) H.P.Linder mô tả khoa học đầu tiên năm 1990.